# Nothhelm
Nothhelm o Nothelm (in latino: Nothelmus; ... – 17 ottobre 739) è stato un arcivescovo anglosassone, venerato come santo dalla Chiesa cattolica e dalla comunione anglicana.

## Biografia
Corrispondente e collaboratore di Beda, gli procurò testi fondamentali per la sua opera, facendo egli stesso ricerche sulla storia del Kent. Dopo essere stato arciprete dell'antica cattedrale di San Paolo, nel 735 fu consacrato arcivescovo di Canterbury e l'anno successivo Gregorio III gli inviò il pallio.
Fu consigliere di Aethelbald di Mercia e tenne un sinodo nel 736 o 737 per stabilire la proprietà di un monastero nel Withington. Si occupò della riorganizzazione delle diocesi della Mercia, e dell'erezione della diocesi di Leicester. Beda gli dedicò In regum librum XXX quaestiones, mentre Bonifacio gli scrisse per chiedergli una copia del Libellus responsionum per la sua opera di missionario.
Morì il 17 ottobre 739 e fu sepolto nella cattedrale di Canterbury.

## Successione apostolica
La successione apostolica è:
- Arcivescovo Cuthbert (736)
- Vescovo Aethelfrith di Elmham (736)
- Vescovo Herewald (736)